# Brett Ogle
Brett Ogle (Sydney, 14 juli 1964) is een voormalige Australische golfprofessional. Hij is als baby geadopteerd en groeit op in Goulburn, New South Wales.

## Amateur
Als amateur wint Brett Ogle het NK Junioren en het Amateur Kampioenschap van New South Wales, en besluit daarna professional te worden. Hij is dan 21 jaar.

## Professional

#### Europese PGA Tour
Van 1988 - 1992 speelt Ogle op de Europese PGA Tour, waar hij het AGF Open in 1990 wint op de baan van Golf de la Grande Motte. In die periode komt hij driemaal in de Top-30 van de Order of Merit.

#### Amerikaanse PGA Tour
Eind 1992 deelt hij de eerste plaats op het Amerikaanse PGA Tour Tourschool. In 1995 en 1996 speelt hij het US Open, en kwalificeert zich voor de laatste twee rondes. In 1996 krijgt hij last van 'yips' en verliest hij zijn spelerskaart. Sindsdien speelt hij bijna geen toernooien meer, maar doet regelmatig TV uitzendingen voor Fox Sports in Sydney.

#### Palmares
- 1986: Tahiti Open
- 1988: Tasmanian Open
- 1989: Queensland Open
- 1990: Australian PGA Championship, AGF Open
- 1991: South Australian Open (-13)
- 1992: South Australian Open (-12)
- 1993: AT&T Pebble Beach National Pro-Am
- 1994: United Airlines Hawaiian Open
- 1996: West Coast Classic (Canada)

#### Resultaten in de Majors
| Tournament            | 1989 | 1990 | 1991 | 1992 | 1993 | 1994 | 1995 | 1996 |
| --------------------- | ---- | ---- | ---- | ---- | ---- | ---- | ---- | ---- |
| Masters Tournament    | =    | =    | =    | =    | T50  | MC   | =    | =    |
| U.S. Open             | =    | =    | =    | =    | =    | =    | T21  | T32  |
| The Open Championship | T52  | MC   | T73  | =    | =    | =    | T11  | T66  |
| PGA Championship      | =    | =    | =    | =    | MC   | MC   | MC   | =    |

MC = cut gemist

## Baanrecord
Tijdens het Madrid Open op de Real Club de la Puerta de Hierro maakt Ogle een ronde van 61 (-11).